# Puimichel
Puimichel is een gemeente in het Franse departement Alpes-de-Haute-Provence (regio Provence-Alpes-Côte d'Azur) en telt 237 inwoners (1999). De plaats maakt deel uit van het arrondissement Digne-les-Bains.
Puimichel heeft een eigen sterrenwacht. Eind jaren 70 is de Vlaamse amateur-astronoom Dany Cardoen samen met zijn vrouw Arlette Steenmans vanuit Mechelen naar Puimichel getrokken om daar een centrum voor amateur astronomen neer te zetten. Dit heeft uiteindelijk geleid tot de bouw van een observatorium met een 1 meter telescoop, een van de grootste van Europa.
In de gemeente en in het naburige Les Mées is tussen 2010 en 2012 een park van zonnepanelen aangelegd van 200 ha dat een vermogen van 100 MW kan opwekken.

## Geografie
De oppervlakte van Puimichel bedraagt 33,8 km², de bevolkingsdichtheid is 7,0 inwoners per km².
De gemeente ligt op het Plateau van Puimichel.
De onderstaande kaart toont de ligging van Puimichel met de belangrijkste infrastructuur en aangrenzende gemeenten.

## Demografie
Onderstaande figuur toont het verloop van het inwonertal (bron: INSEE-tellingen).
Vanwege een beveiligingsprobleem met de MediaWiki Graph-software is het momenteel niet mogelijk deze grafiek weer te geven. Zodra de software is bijgewerkt zal de grafiek vanzelf weer zichtbaar worden.